# Pocahontas (Missouri)
Pocahontas è un villaggio degli Stati Uniti d'America, situato nello Stato del Missouri, nella contea di Cape Girardeau.